# Ampedus melanopterus
Ampedus melanopterus is een keversoort uit de familie kniptorren (Elateridae). De wetenschappelijke naam van de soort is voor het eerst geldig gepubliceerd in 1855 door Montrouzier.